# Décès en 1986
Décès
- 1982
- 1983
- 1984
- 1985
- 1986
- 1987
- 1988
- 1989
- 1990

Cet article présente une liste de personnalités mortes au cours de l'année 1986.
La liste des personnes référencées dans Wikipédia est disponible dans la page de la Catégorie:Décès en 1986

Les mois de l'année font également l'objet de listes spécifiques :

## Janvier
- 1er janvier : Eibhlín Ní Bhriain, journaliste irlandaise (° 23 janvier 1925).
- 4 janvier : Phil Lynott, musicien et chanteur de Thin Lizzy (° 20 août 1949),
- 6 janvier :
  - Jean Even, peintre français (° 14 juillet 1910).
  - Fernand Oubradous, bassoniste, chef d'orchestre et compositeur français (° 12 février 1903).
- 7 janvier :
  - Madeleine Baltus, linguiste française (° 10 juin 1905).
  - Helba Huara, danseuse et peintre péruvienne (° 26 novembre 1905).
- 8 janvier : Gunter Böhmer, peintre, dessinateur et illustrateur allemand (° 13 avril 1911).
- 10 janvier :
  - Ernst Lehner, footballeur international allemand  devenu entraîneur (° 7 novembre 1912).
  - Joe Farrell, saxophoniste et flûtiste de jazz américain (° 16 décembre 1937).
  - Jaroslav Seifert, poète austro-hongrois puis tchécoslovaque (° 23 septembre 1921).
- 11 janvier : Roger Trinquier, officier parachutiste, ayant participé à la guerre d'Indochine, à la crise de Suez et à la guerre d'Algérie (° 20 mars 1908).
- 12 janvier : Marcel Arland, écrivain français (° 5 juillet 1899).
- 14 janvier :
  - Daniel Balavoine, chanteur français (° 5 février 1952).
  - Eugène Pujol, peintre français (° 14 mai 1899).
  - Thierry Sabine, organisateur du Paris-Dakar (° 13 juin 1949).
  - Donna Reed, actrice américaine (° 27 janvier 1921).
- 15 janvier : Anna Zemánková, peintre, dessinatrice et pastelliste austro-hongroise puis tchécoslovaque (° 23 août 1908).
- 16 janvier : Ryūzaburō Umehara, peintre japonais du style yō-ga (° 9 mars 1888).
- 18 janvier : Araldo di Crollalanza, journaliste et homme politique italien (° 19 mai 1892).
- 19 janvier : Nikola Perlić, footballeur international yougoslave (° 4 février 1912).
- 23 janvier :
  - Joseph Beuys, artiste allemand (° 12 mai 1921).
  - Marcel Pujalte, joueur et entraîneur de football français (° 27 décembre 1920).
- 26 janvier : Bernard Lorjou, peintre et graveur (lithographie, eau-forte et gravure sur bois) français (° 9 septembre 1908).
- 27 janvier :
  - Jean Cailluyer, professeur d'histoire et syndicaliste français.
  - Nikhil Banerjee, joueur de sitar indien (° 14 octobre 1931).
  - Lilli Palmer, actrice, écrivaine et peintre allemande (° 24 mai 1914).
- 28 janvier :
  - Ronald E. McNair, astronaute américain (° 21 octobre 1950).
  - Christa McAuliffe, institutrice américaine (° 2 septembre 1948).
  - Francis R. Scobee, astronaute américain (° 19 mai 1939).
  - Judith A. Resnik, astronaute américaine (° 5 avril 1949).
  - Ellison S. Onizuka, astronaute américain (° 24 juin 1946).
  - Gregory B. Jarvis, astronaute américain (° 24 août 1944).
  - Michael J. Smith, astronaute américain (° 30 avril 1945).
  - François Bonnet, Footballeur français (° 15 novembre 1911)[1].
- 29 janvier :
  - Leif Erickson, acteur américain (° 27 octobre 1911).
  - Jiří Žák, résistant austro-hongrois puis tchécoslovaque (° 11 novembre 1917).
- 30 janvier : 
  - Federico Ezquerra, coureur cycliste espagnol (° 10 mars 1909).
  - Gusztáv Sebes, footballeur international hongrois devenu entraîneur et sélectionneur de son pays (° 22 janvier 1906).

## Février
- 7 février : Cheikh Anta Diop, historien, anthropologue sénégalais (° 29 décembre 1923).
- 10 février : Brian Aherne, acteur britannique (° 2 mai 1902).
- 11 février : Frank Patrick Herbert, écrivain américain (° 8 octobre 1920).
- 12 février : Elena Skuin, peintre soviétique (° 2 avril 1908).
- 14 février : Edmund Rubbra, compositeur anglais (° 23 mai 1901).
- 16 février : Howard Da Silva, acteur américain (° 4 mai 1909).
- 17 février : Kikuko Kanai, compositrice japonaise (° 13 mars 1911).
- 18 février : Václav Smetáček, hautboïste, chef d'orchestre et pédagogue austro-hongrois puis tchécoslovaque (° 30 septembre 1906).
- 19 février : Francisco Mignone, compositeur, pianiste, chef d'orchestre et pédagogue brésilien (° 3 septembre 1897).
- 21 février :
  - Jean Dorville, peintre, dessinateur, lithographe, décorateur de théâtre et poète français (° 30 mars 1901).
  - Tadeusz Skowroński, diplomate et essayiste polonais (° 26 juin 1896).
- 22 février : Giuseppe Macedonio, céramiste, peintre et sculpteur italien (° 25 septembre 1906).
- 24 février :
  - Rukmini Devi Arundale, danseuse et personnalité politique indienne (° 29 février 1904).
  - Alain Lachèze, footballeur français (° 11 septembre 1928)[2].
- 25 février : Slimane Ben Slimane, médecin et homme politique tunisien (° 6 février 1905) ou (° 13 février 1905).
- 27 février : Gholam Hossein Banan, musicien et chanteur iranien (° mai 1911).
- 28 février : Olof Palme, homme d'État suédois (° 30 janvier 1927).

## Mars
- 1er mars : Igor Tselovalnikov, coureur cycliste soviétique (° 2 janvier 1944).
- 2 mars : Ignacio Llácer, footballeur espagnol (° 7 janvier 1916).
- 6 mars : Adolph Caesar, acteur américain (° 5 décembre 1986).
- 7 mars : Philippe Brocard, syndicaliste français (° 12 septembre 1950).
- 8 mars : Hans Knecht, coureur cycliste suisse (° 29 juin 1913).
- 10 mars : Franz Karasek, fonctionnaire, diplomate et homme politique autrichien (° 22 avril 1924).
- 11 mars : 
  - Sherman Kent, historien du renseignement américain (° 6 décembre 1903).
  - Sonny Terry, chanteur et harmoniciste américain de blues (° 24 octobre 1911).
- 15 mars : Pascual Navarro, peintre vénézuélien (° 17 mai 1923).
- 19 mars : André Hardy, peintre français (° 16 janvier 1877).
- 21 mars : David Ickovitz, joueur et entraîneur de football français (° novembre 1915).
- 26 mars : Bartlett Robinson, acteur américain (° 9 décembre 1912).
- 30 mars :
  - James Cagney, acteur américain (° 17 juillet 1899).
  - Pedro Estrems, footballeur espagnol (° 11 décembre 1932).

## Avril
- 3 avril : Charles Moeller, théologien et écrivain belge (° 18 janvier 1912).
- 6 avril : Raimundo Orsi, footballeur international argentin et italien (° 2 décembre 1901).
- 7 avril : Chester Erskine, producteur, réalisateur et scénariste américain (° 29 novembre 1905).
- 12 avril :
  - Joseph Dervaes, coureur cycliste belge (° 27 octobre 1906).
  - José Jabardo, coureur cycliste espagnol (° 3 février 1915).
  - François Neuville, coureur cycliste belge (° 24 novembre 1912).
- 14 avril : Simone de Beauvoir, écrivain français (° 9 janvier 1908).
- 15 avril :
  - Jean Genet, écrivain français (° 19 décembre 1910).
  - Vlastimil Moravec, coureur cycliste tchécoslovaque (° 7 mai 1949).
- 16 avril : Pia Colombo, chanteuse française (° 6 juillet 1934).
- 18 avril :
  - Marcel Dassault, avionneur français (° 22 janvier 1892).
  - Antonio Lauro, guitariste et compositeur vénézuélien (° 3 août 1917).
- 23 avril : Otto Preminger, réalisateur d'origine autrichienne (° 5 décembre 1906).
- 24 avril : Wallis Simpson, duchesse de Windsor (° 19 juin 1895 ou 1896).
- 26 avril : Broderick Crawford, acteur américain (° 9 décembre 1911).
- 27 avril : Verena Loewensberg, peintre et graphiste suisse (° 28 mai 1912).
- 30 avril : Jørgen Hansen, footballeur international danois (° 24 décembre 1931).

## Mai
- 2 mai : Henri Toivonen, pilote de rallye finlandais (° 25 août 1956).
- 3 mai :
  - Robert Alda, acteur américain d'origine italienne (° 26 février 1914).
  - Endre Bálint, peintre et graveur hongrois (° 27 octobre 1914).
- 7 mai :
  - Herma Szabó, patineuse artistique autrichienne (° 22 février 1902).
  - Gaston Defferre, homme politique français (° 14 septembre 1910).
- 9 mai : Herschel Bernardi, acteur et chanteur américain (° 30 octobre 1923).
- 13 mai : Peadar O'Donnell, républicain irlandais (° 22 février 1893).
- 16 mai : Pierino Favalli, coureur cycliste italien (° 1er mai 1914).
- 18 mai : Annie Gravatt, pathologiste forestière américaine (° 15 mai 1894).
- 24 mai :
  - Yakima Canutt, cascadeur, acteur et réalisateur de seconde équipe américain (° 29 novembre 1895).
  - Stephen Thorne, aspirant astronaute américain (° 11 février 1953).
- 28 mai : Théophile Lemonnier, peintre, dessinateur et graveur français (° 27 février 1901).
- 29 mai : Nicole Algan, peintre et sculptrice française (° 13 juin 1925).
- 30 mai : Hank Mobley, saxophoniste de jazz américain (° 7 juillet 1930).
- 31 mai :
  - Jane Frank, peintre américaine (° 1918).
  - Joseph Van Dam, coureur cycliste belge (° 2 novembre 1901).

## Juin
- 2 juin :
  - Arthur Hoérée, compositeur et acteur belge (° 16 avril 1897).
  - Daniel Sternefeld, compositeur, professeur de musique et chef d'orchestre belge (° 27 novembre 1905).
- 3 juin : Jonathan Brewster Bingham, homme politique et diplomate américain (° 24 avril 1914).
- 4 juin : Paul Stevens, acteur américain (° 17 janvier 1921).
- 5 juin : Robert Högfeldt, peintre, dessinateur et caricaturiste suédois (° 13 février 1894).
- 6 juin : Ramón Torralba, footballeur espagnol (° 13 août 1895).
- 9 juin : Arnaldo Benfenati, coureur cycliste italien (° 26 mai 1924).
- 10 juin : Raymond Sigurd Fredriksen, peintre français (° 11 septembre 1907).
- 12 juin : Sunwoo Hwi, écrivain sud-coréen (° 3 janvier 1922).
- 13 juin : Benny Goodman, saxophoniste, clarinettiste et chef d'orchestre de jazz américain (° 30 mai 1909).
- 14 juin :
  - Jorge Luis Borges, écrivain argentin (° 24 août 1899).
  - Mushy Callahan, boxeur et acteur américain (° 3 novembre 1905).
  - Settimio Simonini, coureur cycliste italien (° 8 juillet 1913).
- 16 juin : Maurice Duruflé, organiste et compositeur français (° 11 janvier 1902).
- 19 juin : Coluche, humoriste français (° 28 octobre 1944).
- 21 juin : Assy Rahbani, auteur-compositeur libanais (° 4 mai 1923).
- 22 juin : Fausto Melotti, sculpteur  et peintre italien  (° 8 juin 1901).
- 23 juin : Nigel Stock, acteur britannique (° 21 septembre 1919).
- 25 juin : Gabriel Lozès, homme politique béninois (° 18 août 1917).
- 27 juin : Benjamin Goriely, écrivain, journaliste et traducteur d'origine russe, installé en Belgique et en France (° 22 août 1898).
- 28 juin : Gilberte Géniat, actrice française (° 17 février 1916).
- 30 juin :
  - László Lékai, cardinal hongrois, archevêque d'Esztergom (° 12 mars 1910).
  - Jean Raine, artiste belge (° 24 janvier 1927).

## Juillet
- 1er juillet : 
  - Jean Baratte, footballeur international français devenu entraîneur (° 7 juin 1923)[3].
  - Roy Poole, acteur américain (° 31 mars 1924).
- 4 juillet :
  - Pierre Giannotti, ténor français à l'Opéra et l'Opéra-Comique (° 12 novembre 1910).
  - Flor Peeters, organiste et compositeur belge (° 4 juillet 1903).
  - Maurice Pressouyre, résistant et homme politique français (° 17 décembre 1912).
- 6 juillet : Jagjivan Ram, homme politique indien (° 5 avril 1908).
- 7 juillet : Georges Mirianon, peintre, dessinateur, lithographe et sculpteur français (° 16 juillet 1910).
- 8 juillet : Gérard Schneider, peintre suisse naturalisé français (° 28 avril 1896).
- 13 juillet :
  - Coke Escovedo, percussionniste américain (° 30 avril 1941).
  - Jean Van Gool, footballeur français (° (28 janvier 1931).
- 17 juillet : René Pedroli, coureur cycliste suisse (° (19 juillet 1914).
- 18 juillet :
  - Francisco Dosamantes, peintre, illustrateur, designer et éducateur mexicain (° (4 octobre 1911).
  - Stanley Rous, arbitre de football international anglais (° (25 avril 1895).
- 19 juillet : Alfredo Binda, coureur cycliste italien (° (11 août 1902).
- 23 juillet : 
  - Adolfo Baloncieri, footballeur international italien devenu entraîneur (° (27 juillet 1897).
  - Marko Čelebonović, peintre serbe puis yougoslave (° (21 novembre 1902).
  - Robert Pikelny, peintre polonais et français de l'École de Paris (° (9 février 1904).
- 24 juillet : Pepe Villa, musicien mexicain (° (26 mai 1915).
- 25 juillet : Vincente Minnelli, cinéaste américain (° 28 février 1903).
- 31 juillet :
  - Enric Casals i Defilló, compositeur, violoniste et chef d'orchestre espagnol (° 26 juillet 1892).
  - Teddy Wilson, pianiste de jazz américain (° 24 novembre 1912).

## Août
- 1er août :
  - José María Vidal , footballeur international espagnol (° 6 mai 1935).
  - Carlo Confalonieri, cardinal italien de la Curie romaine (° 25 juillet 1893).
- 3 août : Hans Seiler, peintre suisse (° 29 avril 1907).
- 6 août : Simone Plé-Caussade, pédagogue, compositrice et pianiste française (° 14 août 1897).
- 9 août : Jef Scherens, coureur cycliste belge (° 17 février 1909).
- 10 août :
  - Anthime Mazeran, industriel et peintre français (° 15 juillet 1907).
  - André Patte, aquarelliste, dessinateur et peintre français (° 24 janvier 1904).
  - Philippe de Scitivaux, aviateur français de la Seconde Guerre mondiale, compagnon de la Libération (° 8 août 1911).
  - René Troadec, officier des Forces françaises libres, Compagnon de la Libération (° 6 juillet 1908).
- 15 août :
  - Léonard Mulamba Nyunyi wa Kadima, homme politique congolais (° 1928).
  - Louis Peglion, coureur cycliste français (° 9 mars 1906).
- 20 août :
  - Walter Brooke, acteur américain  (° 13 octobre 1914).
  - Jules Cuénod, musicien et compositeur suisse (° 18 octobre 1885).
  - Sigmund Menkès, peintre austro-hongrois puis polonais (° 6 mai 1896).
- 21 août : Bata, footballeur international espagnol (° 11 mai 1908).
- 22 août : Bruce Cowling, acteur américain (° 30 octobre 1919).
- 27 août :
  - Snehansu Kanta Acharya, homme politique indien (° 1er septembre 1913).
  - Daniel Fignolé, homme politique haïtien (° 11 novembre 1913).
- 31 août :
  - Paul Barthes, footballeur français (° 29 mars 1923)[4].
  - Henry Moore, sculpteur britannique (° 30 juillet 1898).

## Septembre
- 1er septembre : Murray Hamilton, acteur américain (° 24 mars 1923).
- 2 septembre :
  - Augusta Berbuto, sculptrice belge (° 27 septembre 1914).
  - Otto Glória, footballeur brésilien devenu entraîneur et sélectionneur du Nigéria et du Portugal (° 9 janvier 1917).
- 4 septembre : Albert Malet,  peintre français de l'École de Rouen (° 5 avril 1912).
- 6 septembre : José Torregrosa, footballeur espagnol (° 21 décembre 1904).
- 10 septembre : Éric Dubuc, peintre français (° 4 juillet 1961).
- 11 septembre : János Csorba, homme politique hongrois (° 9 août 1897).
- 12 septembre : Jacques Henri Lartigue, photographe français (° 13 juin 1894).
- 15 septembre : Jacques Bouffartigue, peintre français (° 11 octobre 1921).
- 16 septembre :
  - Mel Arrighi, acteur et écrivain américain  (° 5 octobre 1933).
  - Karel Svolinský, peintre, illustrateur et scénographe austro-hongrois puis tchécoslovaque (° 14 janvier 1896).
- 17 septembre : Erich Bautz, coureur cycliste allemand (° 26 mai 1913).
- 18 septembre : Wilhelm Kimmich, peintre allemand (° 20 mai 1897).
- 19 septembre :
  - Edmond Daynes, peintre français (° 6 juillet 1895).
  - Denise Esteban, peintre française (° 26 mars 1925).
- 21 septembre : Pierre Wigny, homme politique belge (° 18 avril 1905).
- 22 septembre : Abdel-Kader Zaaf, coureur cycliste algérien (de nationalité française) (° 27 janvier 1917).
- 26 septembre : Abdoulkader Moussa Ali, homme politique du Territoire français des Afars et des Issas (° 1er janvier 1923).
- 27 septembre :
  - Cliff Burton (bassiste du groupe metal Metallica) (° 10 février 1962).
  - Joseph Espalioux, peintre français (° 8 décembre 1921).
- 28 septembre : Denis Carey, acteur britannique (° 3 août 1909).

## Octobre
- 2 octobre : Camille Paul Josso, graveur, peintre et illustrateur français (° 6 juin 1902).
- 4 octobre : André Minaux, peintre, sculpteur, illustrateur, graveur et lithographe français (° 5 septembre 1923).
- 6 octobre : Marie-Hélène Arnaud, comédienne et mannequin (° 24 septembre 1934).
- 8 octobre :
  - Jacqueline Huet, actrice et présentatrice de télévision (° 20 octobre 1929).
  - Sam Ringer, peintre français d'origine polonaise, rattaché à l'École de Paris (° 5 novembre 1918).
- 9 octobre : André-Charles Nauleau, peintre français (° 6 mai 1908).
- 11 octobre : Georges Dumézil, philologue, académicien français (fauteuil 40) (° 4 mars 1898).
- 13 octobre : Claude Mulot, cinéaste et scénariste français (° 21 août 1942)[5].
- 14 octobre : Takanori Oguiss, peintre japonais (° 30 novembre 1901).
- 16 octobre :
  - Marcel Bouret, peintre et illustrateur français (° 29 mai 1907).
  - Arthur Grumiaux, violoniste belge (° 21 mars 1921).
- 17 octobre : Jean Bidot, coureur cycliste français (° 23 janvier 1905).
- 18 octobre : Géo Carvalho, footballeur brésilien (° 13 juillet 1932).
- 19 octobre : Henri Komatis, architecte, peintre et sculpteur français (° 29 novembre 1921).
- 20 octobre : Alain Moineau, coureur cycliste français (° 15 mai 1928).
- 22 octobre : Jean Commère, peintre, aquarelliste, dessinateur, graveur et illustrateur français (° 5 avril 1920).
- 27 octobre : Sherman Adams, homme politique américain (° 8 janvier 1899).
- 31 octobre : Félicien Vervaecke, coureur cycliste belge (° 11 mars 1907).

## Novembre
- 1er novembre : Pierre Repp, humoriste et acteur (° 5 novembre 1909).
- 2 novembre :
  - Samuel Baud-Bovy, musicien, ethnomusicologue, néohelléniste, professeur universitaire et homme politique suisse (° 27 novembre 1906).
  - Vasyl Khmeluk, peintre et poète ukrainien et français (° 3 juillet 1903).
- 4 novembre : Abdallah al-Yafi, homme politique libanais (° 7 septembre 1901).
- 5 novembre : Michel Noury, peintre français (° 21 juin 1912).
- 6 novembre : Sabine Hettner, peintre germano-française (° 4 octobre 1907).
- 8 novembre : Viatcheslav Molotov, ancien ministre des affaires étrangères russe (° 9 mars 1890).
- 9 novembre : Jaroslava Muchová, peintre austro-hongroise puis tchécoslovaque (° 15 mars 1909).
- 10 novembre : Pepper Adams, saxophoniste de jazz américain (° 8 octobre 1930).
- 11 novembre : Roger C. Carmel, acteur américain (° 27 septembre 1932).
- 13 novembre : Thierry Le Luron, humoriste français (° 2 avril 1952).
- 15 novembre : 
  - Ada Rogato, aviatrice brésilienne (° 22 décembre 1910).
  - Alexandre Tansman, compositeur d'origine polonaise (° 11 juin 1897).
- 16 novembre : Hans Coumans, peintre néerlandais (° 19 mars 1943).
- 17 novembre : Georges Besse, industriel français (° 25 décembre 1927).
- 18 novembre :
  - Gia Marie Carangi, mannequin et 1re Top Model (° 29 janvier 1960).
  - Michele Mara, coureur cycliste italien (° 2 octobre 1903).
- 21 novembre : Jerry Colonna, acteur américain (° 17 septembre 1904).
- 22 novembre :
  - Alfred Bertrand, homme politique belge (° 26 mai 1913).
  - Scatman Crothers, acteur et chanteur américain (° 23 mai 1910).
  - Daan van Dijk, coureur cycliste néerlandais (° 10 mai 1907).
  - Lucile Quarry Mann, zoologue américaine (° 11 janvier 1897).
- 27 novembre :
  - Ryusuke Arisaka, patineur artistique japonais (° 15 septembre 1917).
  - Maurice Delavier, peintre orientaliste et graveur français (° 1902).
- 28 novembre : Emilio Scanavino, peintre et sculpteur italien (° 28 février 1922).
- 29 novembre :
  - Cary Grant, acteur américain (° 18 janvier 1904).
  - Henry de Heaulme, entrepreneur et homme politique français (° 23 juin 1899).
- ? novembre : Carlos Figueredo, compositeur et diplomate vénézuélien (° 15 août 1909).

## Décembre
- 2 décembre : Desi Arnaz, acteur, producteur et chanteur américain (° 2 mars 1917).
- 3 décembre : Anthony Mascarenhas, journaliste pakistanais (° 10 juillet 1928).
- 4 décembre : René Buthaud, peintre et céramiste français (° 14 décembre 1886).
- 6 décembre :Pierre Clarac, universitaire français (° 21 novembre 1894).
- 8 décembre : Karl Plattner, peintre italien (° 13 février 1919).
- 9 décembre : Antonio Cardile, peintre, graveur, dessinateur et sculpteur italien de l'école romaine de peinture (° 26 février 1914).
- 10 décembre : Bruno Mora, footballeur puis entraineur de football italien (° 29 mars 1937).
- 14 décembre : Claude Bertrand, comédien français (° 24 mars 1919).
- 15 décembre : Serge Lifar, danseur et chorégraphe français d'origine russe (° 2 avril 1905).
- 16 décembre :
  - Francisco Casanovas, chef d'orchestre, compositeur, professeur, clarinettiste, saxophoniste et flûtiste espagnol (° 9 octobre 1899).
  - Jacques Le Flaguais, illustrateur et peintre français (° 18 décembre 1921).
  - Marcel Quinet, compositeur belge (° 6 juillet 1915).
- 19 décembre : Avelar Brandão Vilela, cardinal brésilien, archevêque de São Salvador da Bahia (° 13 juin 1912).
- 23 décembre :
  - Heidi Abel, présentatrice de télévision suisse (° 21 février 1929).
  - Gerhard Bienert, acteur allemand (° 8 janvier 1898).
  - Willem Hofhuizen, peintre et sculpteur expressionniste néerlandais (° 27 juillet 1915).
- 24 décembre : Alfred Gérard, footballeur français (° 5 octobre 1919)[6].
- 25 décembre : Mikhaël Ivanhov, enseignant bulgare, fondateur de la Fraternité blanche universelle (° 31 janvier 1900).
- 26 décembre : Håkon Gundersen, footballeur international norvégien (° 18 septembre 1907).
- 28 décembre :
  - Jan Nieuwenhuys, peintre néerlandais (° 8 janvier 1922).
  - Andreï Tarkovski, réalisateur soviétique (° 4 avril 1932).
  - Louis Van Lint, peintre belge (° 25 décembre 1909).
- 29 décembre : Harold Macmillan, homme politique britannique (° 10 février 1894).

## Date inconnue
- Geneviève Dumont, plasticienne, peintre et sculptrice française (° 3 novembre 1943).
- Louis Dussour, peintre français (° 1905).
- Feng Xuan, homme politique chinois (° 1915).
- Beremundo González Rodríguez, écrivain et homme politique espagnol (° 1909).
- Alexandre Yudine, coureur cycliste soviétique (° 26 octobre 1949).